# Kir Bulitxov
Kir Bulitxov, rus: Кир Булычёв (nom real Ígor Vsévolodovitx Mojeiko, rus: И́горь Все́володович Може́йко; 18 d'octubre del 1934, Moscou — 5 de setembre del 2003, ibíd.) fou un escriptor, dramaturg, guionista i crític literari soviètic i rus. Historiador i orientalista, fal·lerista i traductor. Doctor en Ciències Històriques. Guanyador del Premi Estatal de l'URSS (1982). El pseudònim està compost pel nom de la seva esposa, Kira, i el cognom de soltera de la mare de l'escriptor, Maria Mikhàilovna Bulítxova.
Kir Bulitxov fou un dels escriptors de ciència-ficció soviètics més populars. La seva obra més famosa és el cicle de llibres infantils sobre una noia del futur, Alissa Selézniova, rus: Алиса Селезнёва, que va tenir una gran influència en la cultura popular russa. Tanmateix, va escriure una gran quantitat de ficció per a adults, articles científics i poemes. Els llibres de Bulítxov es van dur a la gran pantalla més de vint vegades - més que qualsevol altre escriptor rus de ciència-ficció.

## Biografia
El 1957 es va graduar al departament de traducció de l'Institut Pedagògic Estatal de Moscou per a Llengües Estrangeres "Maurice Thorez".
Després, Bulítxov treballaria dos anys com a traductor i corresponsal de l'agència Nóvosti a Birmània.
El 1959 va tornar a Moscou i va ingressar a l'escola de postgrau de l'Institut d'Estudis Orientals de l'Acadèmia de Ciències de l'URSS. Va començar a publicar articles de premsa històrics i geogràfics per a les revistes Vokrug sveta i Àzia i Àfrika segódnia.
Es va casar amb Kira Soixínskaia, amb la qual va tenir Alissa Ígorievna Mojeiko.
Va acabar la preparació orientalística el 1962, i l'any següent va començar a treballar a l'Institut d'Estudis Orientals de l'Acadèmia de les Ciències de l'URSS. La seva especialitat seria la història de Birmània en l'època medieval.
El 1965 va defensar el seu mestratge sobre el Regne de Pagan als segles XI, XII I XIII; i el doctorat l'obtindria el 1981 amb la tesi "La Sangha budista i l'estat a Birmània". A la comunitat científica ha aportat obres sobre la història del sud-est asiàtic.
La primera història, "Maung Djo viurà", rus: Маунг Джо будет жить, va ser publicada el 1961, l'any en què va néixer la seva filla. Va començar a escriure ficció el 1965, publicant obres fantàstiques exclusivament sota un pseudònim. La primera peça fantàstica fou "El deure de l'hospitalitat", rus: Долг гостеприимства, que es va publicar com la "Traducció d'una història de l'escriptor birmà Maun Sein Dji", rus: перевод рассказа бирманского писателя Маун Сейн Джи. Aquest nom Bulítxev l'utilitzaria posteriorment diverses vegades, però la majoria de les obres fantàstiques van ser publicades sota el pseudònim de "Kiril Bulitxov", rus: Кирилл Булычёв (el pseudònim estava format pel nom de la seva la dona i el cognom de soltera de la mare de l'escriptor). Posteriorment, el nom "Kiril" a les portades dels llibres va començar a escriure'l en forma abreujada: "Kir.", rus: Кир.. També hi va haver una combinació de Kíril Vsévolodovitx Bulítxov. L'escriptor va mantenir el seu veritable nom en secret fins al 1982, ja que creia que la direcció de l'Institut d'Estudis Orientals no consideraria que la ciència-ficció fóra una empresa seriosa, i tenia por que, després de la revelació del pseudònim, fos cessat del seu càrrec.
Bulitxov va treballar com a editor en les revistes de ciència-ficció "Migdia", rus: Полдень, "Segle XXI", rus: XXI век i "Si...", rus: Eсли.... Aquesta última, que es trobava en fallida a mitjans dels anys 90, fou salvada per ell.
Després d'una llarga malaltia, Kir Bulítxov moria el 5 de setembre de 2003, als 68 anys. Va ser enterrat a Moscou, al cementiri de Miússkoie.

## Obres (selecció)

### Llibres infantils
- L'aniversari d'Alissa, 1974 (День рождения Алисы)
- El viatge d'Alissa, 1974 (Путешествие Алисы)
- Cent anys abans, 1978 (Сто лет тому вперед)
- La bola lila, 1983 (Лиловый шар)
- La noia amb la qual no passarà res, 1984 (Девочка, с которой ничего не случится)
- Dos bitllets a l'Índia, 1989 (Два билета в Индию)

### Llibres per a adults
- La poció marciana, 1971 (Марсианское зелье)
- La filla del cosmos 1980 (Дочь космоса)
- Un takan pels fills de la Terra, 1977 (Такан для детей Земли)
- Pas de muntanya, 1988 (Перевал)
- Aquells no són morts, 1998 (Таких не убивают)

### No-ficció
- 7 i 37 meravelles (7 и 37 чудес)
- Pirates de l'Oceà Índic (Пираты Индийского океана)

### Traduccions fetes per Bulítxov
En la seva època d'estudiant i amb l'ànim de guanyar alguns diners, va traduir al rus Alícia en terra de meravelles, de Lewis Carroll, però atès que ja existien diverses edicions, no va arribar a veure publicada la seva traducció.
A més, Kir Bulitxov va escriure els guions de més de vint pel·lícules i va traduir nombrosos textos, no només llibres de ciència-ficció, al rus, com ara obres de Piers Anthony, Isaac Asimov, Jorge Luis Borges, Ben Bova, Arthur C. Clarke, Lyon Sprague de Camp, Graham Greene, Robert A. Heinlein, Cyril M. Kornbluth, Ursula K. Le Guin, Clifford D. Simak, Georges Simenon, Frederik Pohl, Theodore Sturgeon i James White.